# 2000 A.D.D.
2000 A.D.D. é o primeiro EP da banda Relient K, lançado no início de 2000.
| Críticas profissionais                                                      | Críticas profissionais |
| Avaliações da crítica                                                       | Avaliações da crítica  |
| Fonte                                                                       | Avaliação              |
| --------------------------------------------------------------------------- | ---------------------- |
| Jesus Freak Hideout                                                         | [ 1 ]                  |
| Esta tabela precisa de ser acompanhada por texto em prosa. Consulte o guia. |                        |

## Faixas
Todas as faixas por Matt Thiessen, Matt Hoopes, Brian Pittman e Stephen Cushman
1. "Hello McFly" (reeditado em Relient K) - 2:35
2. "My Girlfriend" (reeditado em Relient K) - 2:47
3. "Softer to Me" (reeditado em Relient K) - 3:22
4. "Breakdown" (Ao vivo) (reeditado em The Anatomy of the Tongue in Cheek) - 4:16

## Créditos
- Matt Thiessen — Vocal, guitarra
- Matt Hoopes — Guitarra, vocal de apoio
- Brian Pittman — Baixo
- Stephen Cushman — Bateria, vocal de apoio